# Parti des Verts et de la Gauche Avenir
Le Parti des Verts et de la Gauche Avenir (en turc : Yeşiller ve Sol Gelecek Partisi, abrégé YSGP, aussi appelé YSP en version courte), est un parti politique écologiste et libertaire de gauche en Turquie.

## Historique
Le parti est initialement fondé le 25 novembre 2012, à la suite de la fusion du Parti des Verts et du Parti de l'égalité et de la démocratie. Il change de nom en avril 2016. Parmi les membres éminents figurent Murat Belge, auteur politique de gauche et ancien chroniqueur de Taraf, Kutluğ Ataman, cinéaste et artiste contemporain, et Ufuk Uras, ancien député d'Istanbul et président du Parti de la liberté et de la solidarité (ÖDP).
Le parti est l'un des participants au Congrès démocratique des peuples (HDK), une initiative politique qui a contribué à la fondation du Parti démocratique des peuples (HDP) en 2012.
Leurs présidents sont temporairement arrêtés en février 2018, puis relâchés avec interdiction de voyager à l'extérieur du pays et placés sous surveillance de la police. Ils sont inculpés au titre leur activité sur les réseaux sociaux et des livres en leur possession.
Lors des élections législatives turques de 2023, des membres du HDK, notamment du HDP, se sont présentés sur la liste YSP en raison de la menace d'une interdiction. Le YSP se transforme en Parti de l'égalité et de la démocratie des peuples le 15 octobre 2023, et un nouveau YSP est fondé en novembre de la même année.

## Positionnement politique
Le parti soutient la décentralisation et plaide pour un transfert significatif des pouvoirs centraux vers les gouvernements locaux.
Le parti a formellement reconnu le génocide arménien.